# Illari Orccotoma
Illari Orccottoma Mendoza (Lima, 1982), es una mujer quechua, comunicadora y productora cinematográfica del Perú. Ha sido parte del equipo de producción de películas como "El Elefante Desaparecido" (2014), "Lima Grita" (2018), "Las Mejores Familias" (2021) y "Vida Férrea" (2022). Además, fue la productora general de "Diógenes" (2023), film que obtuvo el reconocimiento a la mejor película Iberoamericana en el Festival de Cine de Málaga. Actualmente, se encuentra trabajando en la preproducción de "¿Usted de nuevo, señorita?", y la postproducción de "Buenos días, Wiracochas".

## Educación
Estudió comunicación para el desarrollo en la Pontificia Universidad Católica del Perú. Más adelante, continuará su participación en distintos espacios de formación internacional, como el Bolivia Lab (2018), el BrLab (2018), el MAFIZ (2019), Nuevas Miradas EICTV (2019), y el Encuentro de Productores del Festival Internacional de Cine de Cartagena de Indias FICCI (2020).  

## Trayectoria
Inició su carrera en el año 2007. Sus primeros proyectos estuvieron orientados al reconocimiento de la cultura tradicional y contemporánea, fortalecimiento de la cultura viva comunitaria y las actividades de reivindicación del uso del espacio público como derecho ciudadano. En el 2013, fundó en sociedad la productora Maldeojos Cine, y forma parte activa de la Asociación Voluntaria de Cineastas (AVC) y de la Asociación de Mujeres y Disidencias Audiovisuales (AMA). Es especialista en la producción de proyectos de autor independiente, tanto de ficción como documental.
En el 2017, conformó el equipo del proyecto "Retratos de Memoria" junto al historietista Jesús Cossio y el fotoperiodista Alejandro Olazo, con quienes viajaron durante 6 años a Ayacucho y Junín para elaborar retratos según las narrativas y recuerdos de los familiares de las y los desaparecidos entre el periodo de conflicto armado interno que vivió el Perú (1980 y 2000). El proyecto ha sido expuesto en Lugar de la Memoria, la Tolerancia y la Inclusión Social (LUM)

## Filmografía
- Buenos días, wiraqocha. (2024). Largometraje, documental. Dir. Mauricio Godoy.[5]
- Diógenes. (2023). Largometraje, ficción. Dir. Leonardo Barbuy.[6]
- Lima Grita. (2018). Largometraje, ficción. Dir. Diana Bonilla y Ximena Valdivia.[7]
- El Abuelo (2017). Largometraje, ficción. Dir. Gustavo Saavedra.
- El Elefante Desaparecido. (2014). Largometraje, ficción. Dir. Javier Fuentes-León.